# Strongylognathus koreanus
Strongylognathus koreanus är en myrart som beskrevs av Bohdan Pisarski 1966. Strongylognathus koreanus ingår i släktet Strongylognathus och familjen myror. IUCN kategoriserar arten globalt som sårbar. Inga underarter finns listade i Catalogue of Life.